# T&K TOKA
株式会社T&K TOKA（ティーアンドケイ トオカ、英: T&K TOKA CO.,LTD.）は、埼玉県入間郡に本社を置く化学メーカー。

## 事業内容

### 印刷インキ
- UVインキ（紫外線硬化型インキ）
- 平版インキ（オフセットインキ）
- 樹脂凸版インキ（フレキソインキ）
- グラビアインキ
- 金属印刷用インキ
- 特殊機能インキ
- 合成樹脂

## 沿革
- 1947年03月　東華色素化学研究所として創業
- 1949年12月　東華色素化学工業株式会社と改組
- 1958年05月　ワニス・樹脂部門を分離し、富士化成工業株式会社を設立
- 1971年03月　インドネシア共和国ジャカルタ特別市と合弁出資により 株式会社チマニートオカを設立
- 1975年01月　工場産業廃棄物処理のため、ミヨシ産業株式会社を設立（2021年2月清算）
- 1979年04月　大韓民国ソウル特別市に合弁会社 韓国特殊インキ工業株式会社を設立
- 1985年10月　香港支店を現地法人化、 東華油墨国際（香港）有限公司を設立（2022年10月清算）
- 1988年12月　中華人民共和国杭州市に合弁会社 杭華油墨化学有限公司（現：杭華油墨股份有限公司）を設立
- 1989年01月　東北地域の販売強化のため、東北東華色素株式会社を設立
- 1991年01月　社名を株式会社ティーアンドケイ東華に変更
- 1992年05月　バングラデシュ国ダッカ市に合弁会社 トオカインキ（バングラデシュ）株式会社を設立
- 1995年11月　中華人民共和国広州市に合作会社 東華油墨（広州）有限公司を設立
- 1997年08月　株式を店頭市場に登録
- 2000年09月　サウジアラビア王国ジェッダ市に 合弁会社 ユナイテッドインキプロダクションを設立
- 2004年12月　ジャスダック証券取引所に株式を上場
- 2011年02月　富士化成工業株式会社を吸収合併する
- 2012年03月　東京証券取引所市場第二部に株式を上場
- 2013年03月　東京証券取引所市場第一部銘柄指定
- 2015年09月　埼玉県入間郡に本店所在地を変更
- 2015年09月　商号を株式会社T&K TOKAに変更[2]
- 2016年01月　タイ王国サムットプラカーン県に合弁会社トオカ（タイランド）株式会社を設立
- 2016年02月　パウダーレスインキ「ベストワン キレイナ」が「日本印刷学会 技術賞」[3]、9月にグッドデザイン賞を受賞[4]
- 2018年03月　中華人民共和国浙江省に浙江迪克東華精細化工有限公司を設立
- 2018年07月　アメリカ合衆国にT&K TOKA U.S.A., INC.を設立
- 2020年12月　杭華油墨股份有限公司（議決権44.67％）が上海証券取引所科創板市場（スター・マーケット）に上場
- 2022年04月　東京証券取引所市場プライム銘柄指定[5]
- 2024年03月　ベインキャピタル傘下の株式会社BCJ-74が株式公開買付けにより議決権所有割合ベースで90.99%の株式を取得[6]
- 2024年04月　東京証券取引所プライム市場上場廃止。株式売渡請求により株式会社BCJ-74の完全子会社となる[1]

### 歴代社長
- 増田貢
- 津田信男
- 増田恭孝
- 増田亮三（0 - 2007年）
- 増田至克（2007年 - 2023年[7]）
- 高見沢昭裕（2023年 - [8]）

## グループ会社

### 国内
- 東北東華色素株式会社

### 海外
- Korea Special Ink Industrial Co.,Ltd.(韓国）
- Hangzhou Toka Ink Co.,Ltd.（中国）
- Zhejiang T&K TOKA Finechemicals Co., Ltd.（中国）
- P.T. Cemani Toka（インドネシア）
- Toka Ink Bangladesh Limited（バングラデシュ）
- United Ink Production Co., Ltd.（サウジアラビア）
- Toka (Thailand) Co., Ltd.（タイ）
- SANHO CHEMICAL Co.,Ltd.（台湾）
- T&K TOKA U.S.A., INC.（米国）